# 잉리 크리스티안센
잉리 크리스티안센(노르웨이어: Ingrid Kristiansen, 1956년 3월 21일 ~)은 노르웨이의 육상 선수로 장거리달리기 종목에서 활약하였다.
트론헤임에서 태어난 크리스티안센은 1984년 10,000m에서 30분 59.46초의 세계 기록을 세운 이래 완료적으로 장거리달리기 종목들을 지배하였다.
1984년 로스앤젤레스 올림픽에서 마라톤 4위를 하였으나, 이듬해 돌아와 10,000m 세계 기록(30분 13.74초)을 깨고 1986년 5000m에서 14분 37.33초를 세웠다.
10,000m 종목에서 1986년 유럽과 1987년 세계 챔피언이었던 크리스티안센은 1988년 서울 올림픽이 열리기 조금 전에 유산을 겪고, 올림픽 10,000m 결승전에서 부상으로 인하여 은퇴하여야 했다.
1986년과 1987년 보스턴 마라톤을 우승하였다.